# Phare de Kołobrzeg
Le phare de Kołobrzeg est un phare situé en  Voïvodie de Poméranie occidentale (Pologne) dans la commune de Kołobrzeg.
Ce phare est sous l'autorité du Bureau maritime régional (en polonais : Urząd Morski (pl)) de Słupsk.
Ce phare est classé au titre des monuments historiques de Pologne.

## Histoire

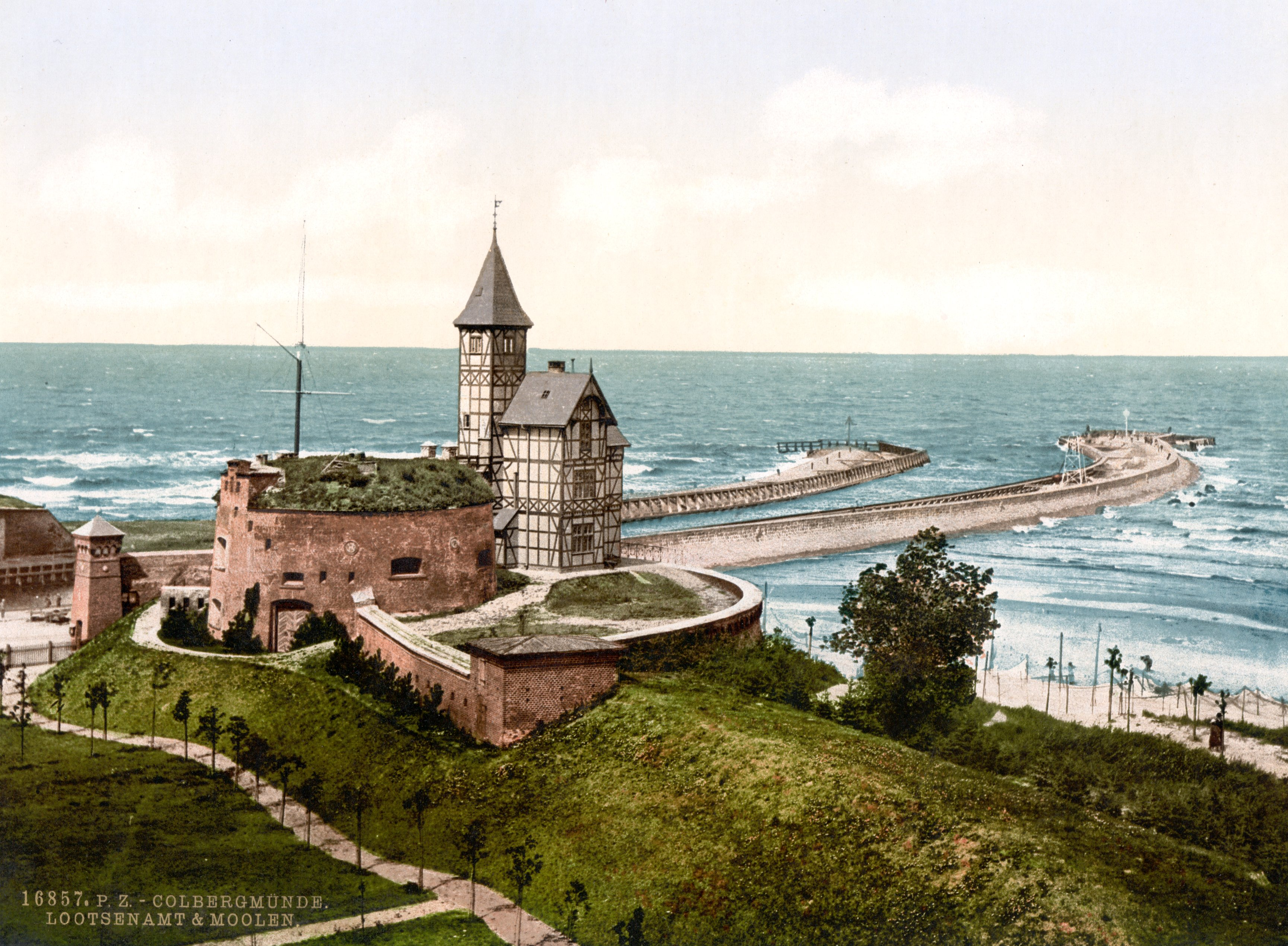
Le phare de Kołobrzeg entre 1899 et 1909.

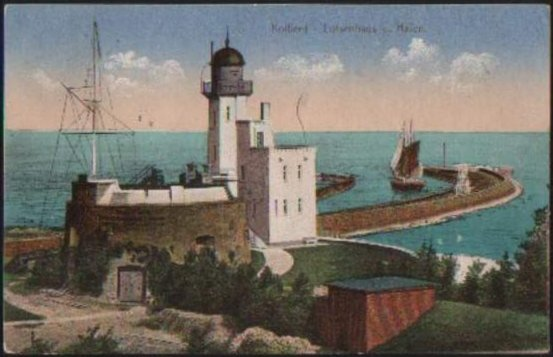
Le phare de Kołobrzeg entre 1909 et 1945.

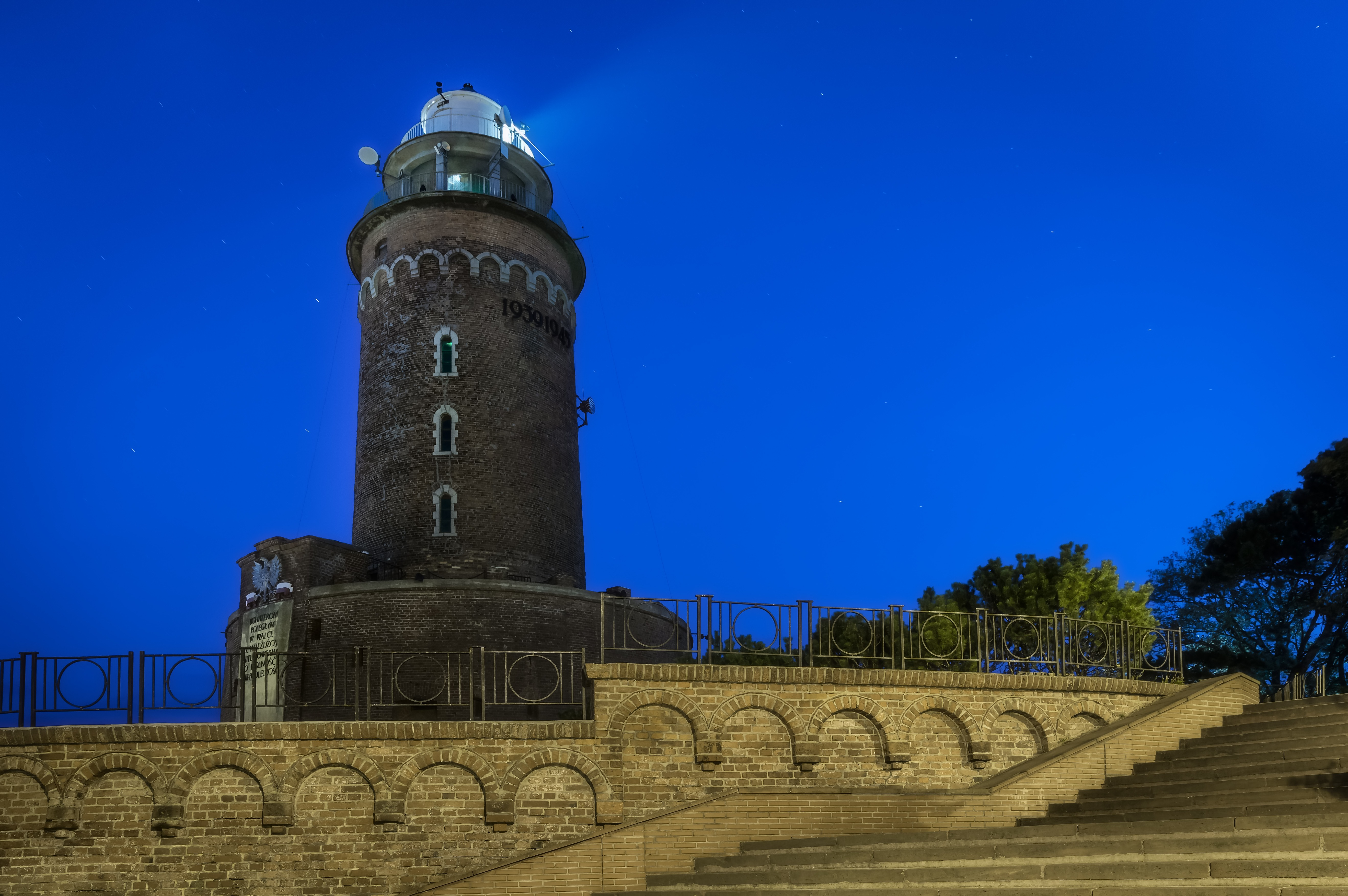
Le phare de Kołobrzeg.

Un feu de bois servant à la navigation est allumé à Kołobrzeg pour la première fois en 1666 sur une tourelle du port. Le feu n'est allumé qu'occasionnellement lorsque les bateaux rentrent au port. Plus tard le feu est allumé sur le brise-lames.
À la seconde moitié du XIXe siècle c'est une lampe à huile équipée d'une lentille de Fresnel placée sur une hauteur de huit mètres et d'une portée de six nautiques qui est utilisée pour montrer la voie aux bateaux.
En 1899, un bâtiment destiné aux pilotes est construit à pan de bois avec une tour de 25 mètres qui sert comme un phare. Sa portée est de huit nautiques et la source de lumière se trouve à une hauteur de 14 mètres.
En 1909, la construction de pan de bois est remplacée par un bâtiment en briques, la source de lumière alimentée par le gaz est située sur un hauteur de 25 mètres et sa portée est de 12 nautiques.
En 1945, pendant la bataille de Kołobrzeg, les Allemands le font sauter car il constitue un excellent point de repère pour les artilleurs polonais.
Sa reconstruction commence en 1947. Il est érigé sur les fondations des anciennes fortifications (le phare précédent se trouvait devant le fort). Il est en même temps un monument de la victoire sur l'Allemagne.
Dans les années 1979-1981, le phare subit des travaux, la lanterne et les marches sont échangées.